# Thập niên 1450
Thập niên 1450 là thập niên diễn ra từ năm 1450 đến 1459.

## Văn hóa đại chúng

### Kiến trúc
Machu Picchu đã được xây dựng vào khoảng thời gian này:)))
<Thỏ dhw>